# Francis Bestion

Wappen von Francis Bestion als Bischof von Tulle

Francis Victor Bestion (* 8. Mai 1957 in Fontans) ist ein französischer Geistlicher und römisch-katholischer Bischof von Blois.

## Leben
Francis Bestion empfing am 27. Mai 1990 durch Bischof Paul Bertrand das Sakrament der Priesterweihe für das Bistum Mende.
Papst Franziskus ernannte ihn am 12. Dezember 2013 zum Bischof von Tulle. Der Erzbischof von Poitiers, Pascal Wintzer, spendete ihm am 23. Februar des folgenden Jahres die Bischofsweihe. Mitkonsekratoren waren sein Amtsvorgänger in Tulle, Bernard Charrier, und der Bischof von Mende, François Jacolin. Sein Wahlspruch Vous puiserez les eaux aux sources vives du salut (deutsch: Ihr werdet Wasser schöpfen aus den Quellen des Heils) ist dem Buch Jesaja entnommen (Jes 12,3 ).
Am 1. Oktober 2024 ernannte ihn Papst Franziskus zum Bischof von Blois. Die Amtseinführung fand am 1. Dezember desselben Jahres statt.